# Нічірьо-Мару
Нічірьо-Мару (Nichiryo Maru) — корабель, який під час Другої світової війни брав участь у операціях японських збройних сил на Тихому океані.
Судно спорудили в 1940 році на верфі Osaka Iron Works для компанії Okazaki Honten.
14 – 23 червня 1943-го «Нічірьо-Мару» прослідувало в конвої P-614 з Палау (важливий транспортний хаб на заході Каролінських островів) до Рабаула (головна база в архіпелазі Бісмарка, з якої японці провадили операції на Соломонових островах та сході Нової Гвінеї). Певний час судно залишалось у регіоні, так, є відомості, що 23 липня воно у супроводі мисливця за підводними човнами CH-22 вийшло з Рабаула до якірної стоянки Шортленд (прикрита групою невеликих островів Шортленд акваторія біля південного завершення острова Бугенвіль, де зазвичай відстоювались легкі бойові кораблі та перевалювались вантажі для подальшої відправки далі на схід Соломонових островів).
Станом на середину жовтня 1943-го «Нічірьо-Мару» перебувало на Палау, звідки 16 – 23 жовтня прослідувало в конвої № 2511 до Балікпапану (центр нафтової промисловості на східному узбережжі острова Борнео).
30 листопада 1943-го судно, яке мало на борту вантаж у 3300 тон нікелевої руди, вийшло з Балікпапану в конвої № 2612, який прямував на Палау. За дві години до завершення 1 грудня, коли конвой вже перебував у південній частині моря Сулавесі, він був атакований американським підводним човном USS Bonefish. Останній провів дві атаки – по транспорту та кораблю охорони – та зміг поцілити «Нічірьо-Мару», разом з яким загинуло 19 членів екіпажу та 6 пасажирів.